# Anderson Costa
Anderson Costa (Rio de Janeiro, 13 marzo 1984) è un ex calciatore brasiliano, di ruolo attaccante.

## Palmarès

### Club

#### Competizioni nazionali
- Prva HNL: 1

Dinamo Zagabria: 2005-2006